# Al-Chalisa
Al-Chalisa (arab. الخالصة) – nieistniejąca już arabska wieś, która była położona w Dystrykcie Safedu w Mandacie Palestyny. Wieś została wyludniona i zniszczona podczas wojny domowej w Mandacie Palestyny, po ataku sił żydowskiej organizacji paramilitarnej Hagana w dniu 11 maja 1948 roku.

## Położenie
Al-Chalisa leżała w Górnej Galilei u podnóża Gór Naftali, w odległości 28 kilometrów na północny wschód od miasta Safed. Według danych z 1945 roku do wsi należały ziemie o powierzchni 1128 ha. We wsi mieszkało wówczas 1840 osób.
| własność gruntów | powierzchnia gruntów (hektary) |
| ---------------- | ------------------------------ |
| Arabowie         | 1 073,3                        |
| Żydzi            | 0                              |
| publiczne        | 50,7                           |
| Razem            | 1 128                          |

| Rodzaj użytkowanych gruntów | hektary |
| --------------------------- | ------- |
| uprawy nawadniane           | 558,6   |
| uprawy zbóż                 | 377,5   |
| nieużytki                   | 189,9   |
| zabudowane                  | 2       |

## Historia
W 1596 roku w Al-Chalisa żyło 160 mieszkańców, którzy płacili podatki z upraw pszenicy, jęczmienia, owoców, oraz hodowli bawołów wodnych i uli. W okresie panowania Brytyjczyków Al-Chalisa była dużą wsią. We wsi znajdował się meczet, oraz szkoła podstawowa dla chłopców.
Podczas wojny domowej w Mandacie Palestyny na przełomie 1947 i 1948 roku rejon wioski Al-Chalisa zajęły siły Arabskiej Armii Wyzwoleńczej. Gdy 10 maja 1948 roku żydowska organizacja Hagana zdobyła pobliskie miasto Safed, większość tutejszych mieszkańców w panice uciekło w kierunku Libanu. Dzień później do wsi Al-Chalisa wkroczyły siły Hagany, które po krótkim starciu wyparły stąd oddział Arabskiej Armii Wyzwoleńczej. Następnie Izraelczycy wyburzyli tutejsze domy.

## Miejsce obecnie
Na terenie wioski Al-Chalisa powstała w 1949 roku osada Kirjat Szemona. Palestyński historyk Walid Chalidi, tak opisał pozostałości wioski Al-Chalisa: „Na miejscu wioski pozostaje kamienny gruz po domach. Budynki szkoły i władz mandatowych pozostają opuszczone, podobnie jak wiejski meczet z minaretem. Okoliczne grunty są uprawiane przez mieszkańców Kirjat Szemony podczas gdy obszary górskie są używane jako pastwiska lub tereny leśne”.